# Schachticraspedon juniori
Schachticraspedon juniori är en stekelart som beskrevs av Ian D. Gauld och Paul E. Hanson 1997. Schachticraspedon juniori ingår i släktet Schachticraspedon och familjen brokparasitsteklar. Inga underarter finns listade i Catalogue of Life.